# David Jones (desenvolvedor de jogos)
David Jones (Dundee, 1966) é um programador de jogos e empresário escocês. Foi co-fundador da DMA Design (atual Rockstar North) em 1987, e também fundou a Realtime Worlds em 2002 e Cloudgine em 2012.
Ele é o criador da série de jogos Grand Theft Auto (GTA), comandando os dois primeiros jogos da franquia, e Lemmings.  Seus trabalhos mais recentes foram a criação da franquia Crackdown para o consoles da Microsoft Xbox 360 e Xbox One, além do jogo All Points Bulletin.

## Obras
- Menace (1988)
- Blood Money (1989)
- Lemmings (1991)
- Oh No! More Lemmings (1991)
- Leander (1991)
- Lemmings 2: The Tribes (1993)
- Holiday Lemmings (1993)
- Hired Guns (1993)
- The Lemmings Chronicles (1994)
- Grand Theft Auto (1997)
- Body Harvest (1998)
- Space Station Silicon Valley (1998)
- Tanktics (1999)
- Grand Theft Auto 2 (1999)
- Mobile Forces (2002)
- Crackdown (2007)
- APB: All Points Bulletin (2010)
- Crackdown 3 (2019)